# Antonivka (Liubașivka), Bârzula
Antonivka (în ucraineană Антонівка) este un sat în comuna Liubașivka din raionul Bârzula, regiunea Odesa, Ucraina.

## Demografie
Componența lingvistică a localității Antonivka
     Ucraineană (89,53%)
     Română (6,81%)
     Rusă (1,05%)
     Alte limbi (0,52%)
Conform recensământului din 2001, majoritatea populației localității Antonivka era vorbitoare de ucraineană (89,53%), existând în minoritate și vorbitori de română (6,81%) și rusă (1,05%).